# 儲物櫃

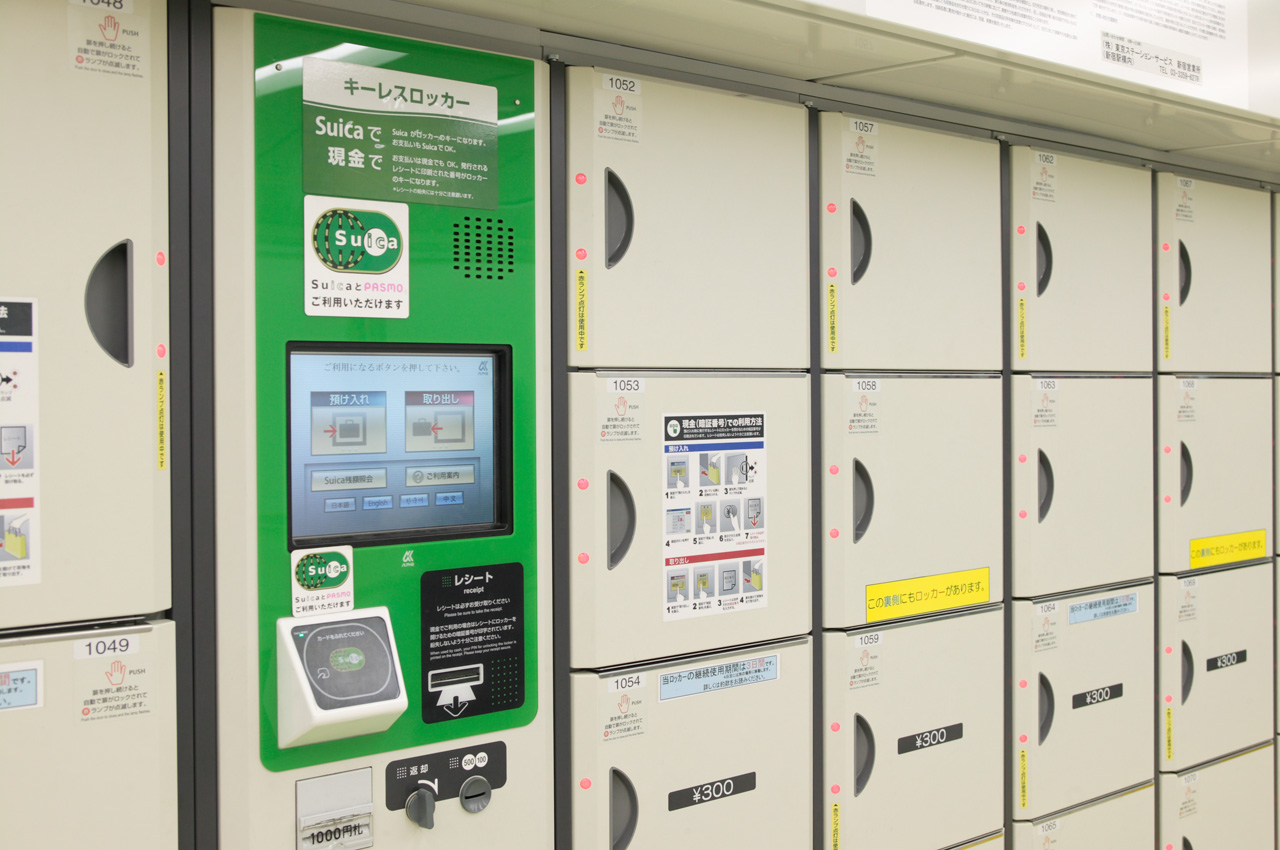
日本車站內的儲物櫃，此種可接受Suica或PASMO卡。

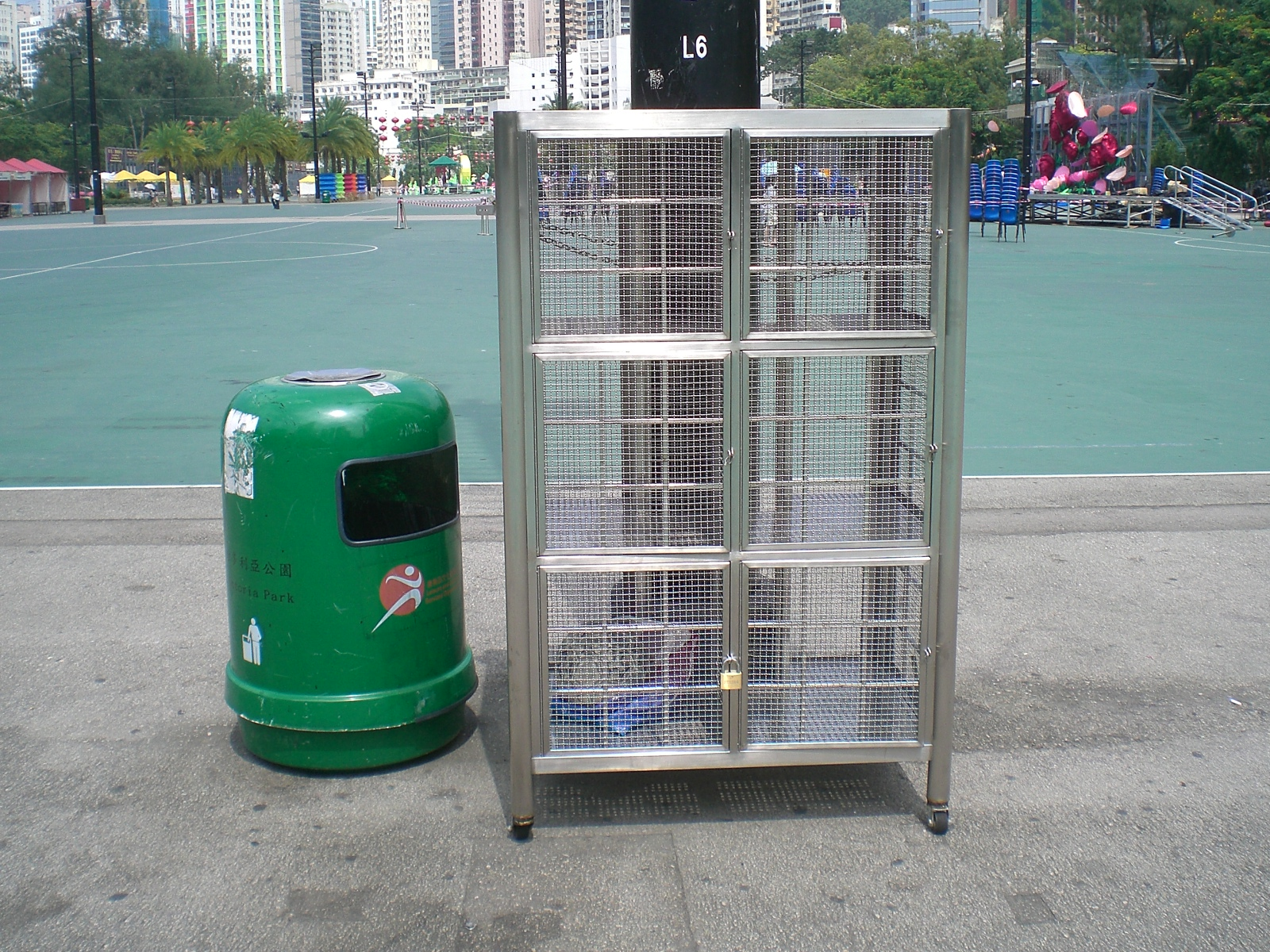
足球場上的公眾儲物櫃

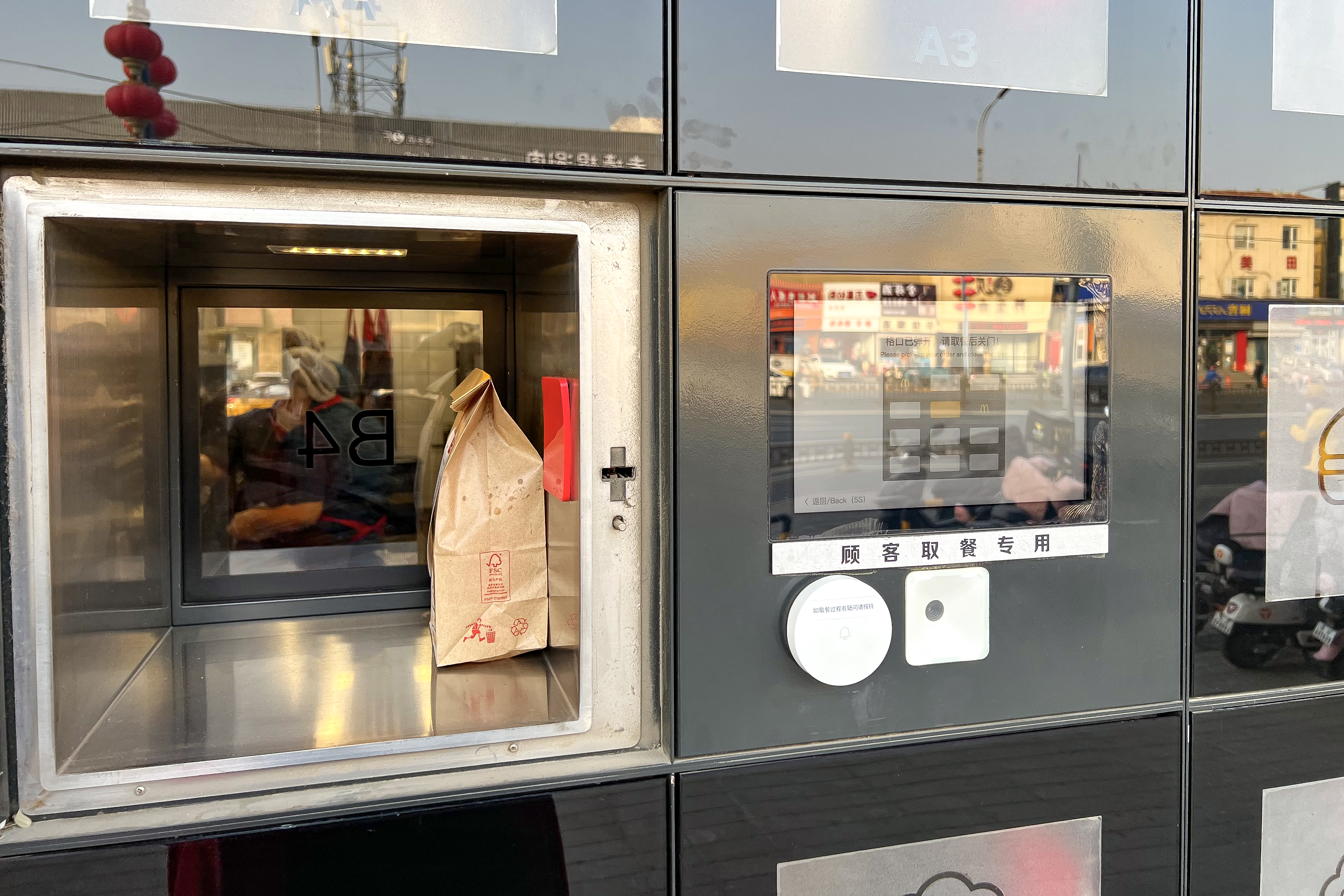
一间麦当劳餐厅外的取餐柜

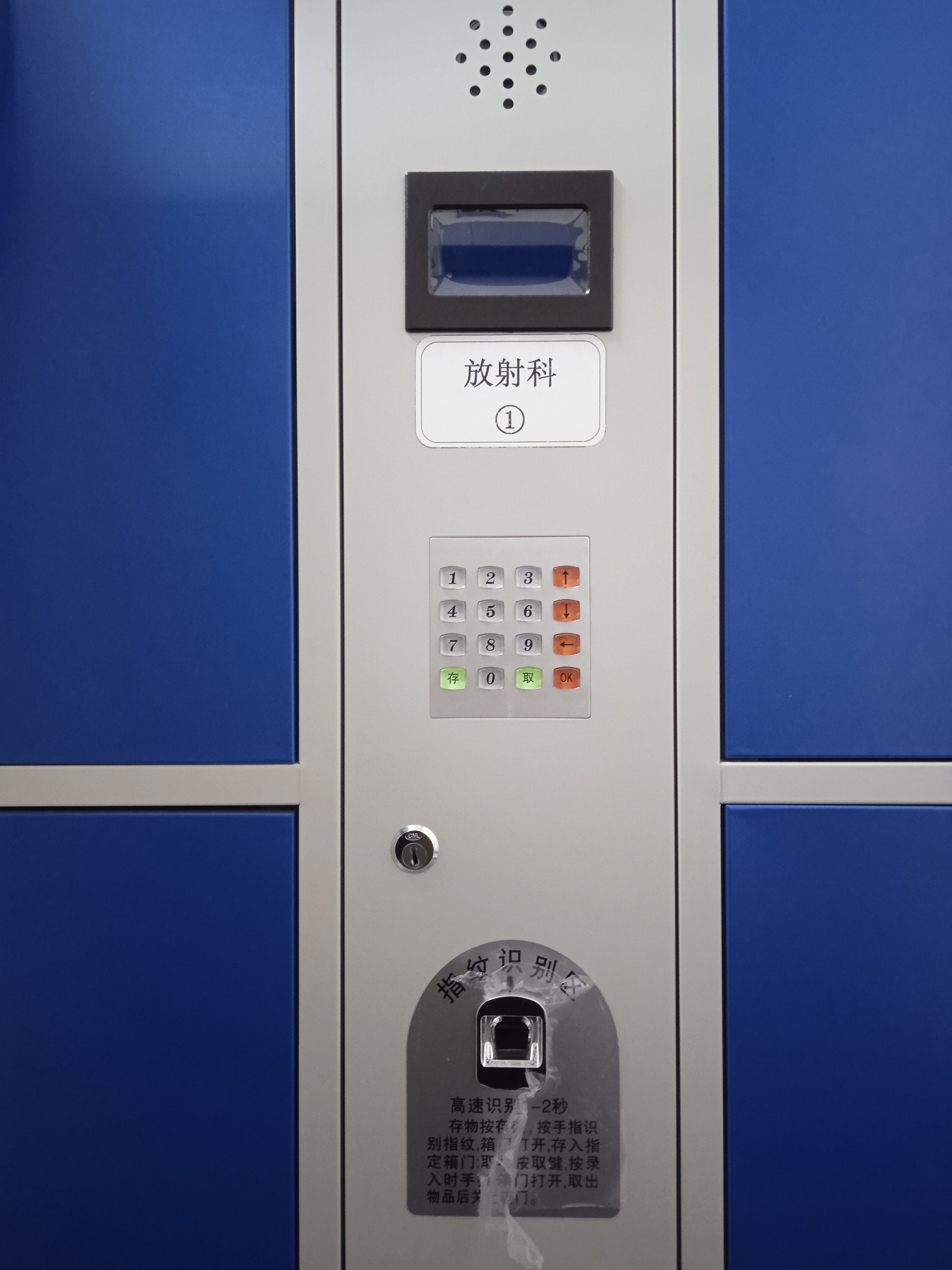
广州医科大学附属肿瘤医院越秀院区指纹寄存柜

儲物櫃（中国大陆也称为寄存柜、存包柜；台灣也稱呼置物櫃、寄物櫃），是儲存物件的櫃。儲物櫃是一個大分類，例如在圖書館、運動場更衣室、百貨公司衣帽間、學校、辦公室、飛機場客運大樓、火車站、碼頭等。在車站等公共場所的置物櫃為收費使用，有些是過期可能自動解鎖，有些則是使用前要投幣才打開。舊式的收費置物櫃是計次式，投幣後將櫃子鎖上才可取出鑰匙，取回物品時再插入鑰匙，但由於鑰匙會有被複製導致物品遭竊的風險，新式的置物櫃已改成電子式，投幣後由電腦隨機產生一組密碼並列印出來由使用者保管，或是由使用者自行設定密碼，取物時需輸入正確的密碼，若為計時型則當金額不足時需補投幣方可開啟。在日本有些置物櫃除了現金，也接受使用Suica或PASMO等卡片，取物時使用同一卡片即可開啟，不需輸入密碼。如今，一些地方的寄存柜使用了生物识别技术（例如人脸识别、指纹识别），使用人脸或指纹即可存取物品。